# Picnic - A Breath of Fresh Air
Picnic – A Breath of Fresh Air è un album discografico sampler pubblicato dall'etichetta Harvest Records originariamente nel 1970 e noto per comprendere un brano dei Pink Floyd precedentemente inedito, Embryo.

## Storia
La EMI Records lanciò l'etichetta Harvest nel 1969 da dedicare al genere progressive rock e, come molte altre case discografiche del periodo, produsse album a basso prezzo dei propri artisti.  Il catalogo di artisti era sufficientemente vario da riempire un album doppio venduto a circa  £1,50. Il risultato fu una eclettica miscela di traditional folk, hard rock, psychedelia e altro.
L'inclusione del brano Embryo senza l'approvazione dei Pink Floyd, che consideravano il brano ancora incompleto, causò il ritiro dell'album. Alcune edizioni non riportano il brano nella copertina interna.
Nel 2007 venne pubblicato un album dal titolo simile, A Breath of Fresh Air – A Harvest Records Anthology 1969–1974 che presenta solo tre brani in comune con il precedente: Embryo, Round and Round dei Panama Limited, e Black Sheep of the Family dei Quatermass.

## Tracce
Disco 1
Lato A
1. Deep Purple – Into the Fire
2. Barclay James Harvest – Mother Dear
3. Pink Floyd – Embryo
4. The Battered Ornaments – Twisted Track
5. Shirley & Dolly Collins – Glenlogie

Lato B
1. The Pretty Things – The Good Mr. Square
2. Roy Harper – Song Of The Ages
3. Bakerloo – This Worried Feeling
4. Kevin Ayer – Eleanor's Cake Which Ate Her
5. The Greatest Show On Earth – Again and Again

Disco 2
Lato C
1. Third Ear Band – Water
2. Syd Barrett – Terrapin
3. Forest – A Glade Somewhere
4. Pete Brown and Piblokto! – Golden Country Kingdom
5. Panama Limited – Round and Round

Lato D
1. Quatermass – Black Sheep Of The Family
2. Michael Chapman – Postcards Of Scarborough
3. Tea & Symphony – Maybe My Mind (With Egg)
4. Edgar Broughton Band – Old Gopher

### Edizione del 2007

#### Disco 1
1. "Evil" – Edgar Broughton Band
2. "Listen Learn Read On" – Deep Purple (from The Book of Taliesyn 1968)
3. "Druid One" – Third Ear Band
4. "Station Song" – Pete Brown and His Battered Ornaments
5. "Rainmaker" – Michael Chapman
6. "Singing A Song In The Morning" – Kevin Ayers
7. "A Forsaking: Our Captain Cried" – Shirley and Dolly Collins
8. "Careful with That Axe, Eugene" – Pink Floyd (single b-side)
9. "Armchair Theatre" – Tea and Symphony
10. "Big Bear Ffolly" – Bakerloo
11. "Round And Round" – Panama Ltd. Jug Band
12. "Octopus" – Syd Barrett (from The Madcap Laughs 1970)
13. "Painter" – Deep Purple
14. "Country Morning" – Pete Brown & Piblokto!
15. "Francesca" – Roy Harper
16. "Bad Penny" – Forest
17. "Backwood" – Chris Spedding
18. "Real Cool World" – Greatest Show On Earth
19. "Breathe" – Roger Waters and Ron Geesin (from Music from The Body 1970)
20. "Taking Some Time On " – Barclay James Harvest

#### Disco 2
1. "There's No Vibrations But Wait" – Edgar Broughton Band
2. "Soulful Lady" – Michael Chapman
3. "Entropy" – Quatermass
4. "Black Sheep Of The Family" – Quatermass
5. "Grass" – The Pretty Things
6. "Salisbury Plain" – Shirley & Dolly Collins
7. "Embryo" – Pink Floyd
8. "Shouldn't Have Took More Than You Gave" – Dave Mason
9. "Speed King" – Deep Purple
10. "Magic Woman Touch" – Greatest Show On Earth
11. "Aeroplane Head Woman" – Pete Brown & Piblokto!
12. "Baby Lemonade" – Syd Barrett
13. "Don't You Grieve" – Roy Harper
14. "October 26" – The Pretty Things
15. "Song from the Bottom of a Well" – Kevin Ayers
16. "First Leaf of Autumn" – Michael Chapman
17. "Call Me a Liar" – Edgar Broughton Band

#### Disco 3
1. "She Said" – Barclay James Harvest
2. "South Africa" – Roy Harper
3. "Evening Over Rooftops" – Edgar Broughton Band
4. "Do Ya" – The Move
5. "When the City Sleeps" – Bombadil
6. "Lady Rachel" – Kevin Ayers (from Joy of a Toy 1969)
7. "10538 Overture" – Electric Light Orchestra
8. "The City (Part Three)" – Mark-Almond
9. "Spaceship" – Spontaneous Combustion
10. "Macbeth" – Third Ear Band
11. "Fresh Air" – Jan Akkerman
12. "Twelve Hours Of Sunset" – Roy Harper
13. "Wells Fargo" – Babe Ruth
14. "Showdown" – Electric Light Orchestra
15. "Jet Silver and the Dolls of Venus" – Be-Bop Deluxe

## Copertina
La copertina e le fotografie sono accreditate alla Hipgnosis.